# Bart van Rooij
Bart van Rooij, né le 26 mai 2001 à Escharen aux Pays-Bas, est un footballeur néerlandais qui joue au poste d'arrière droit au FC Twente.

## Biographie

### NEC Nimègue
Né à Escharen aux Pays-Bas, Bart van Rooij commence le football dans le club du SV Estria avant de rejoindre en 2010 le centre de formation du NEC Nimègue. Il fait ses débuts en professionnel alors que le club évolue en deuxième division néerlandaise, le 22 février 2019 face à Almere City. Il entre en jeu à la place de Guus Joppen (en) lors de cette rencontre remportée largement par son équipe sur le score de cinq buts à zéro.
Van Rooij inscrit son premier but en professionnel le 16 octobre 2020, lors d'une rencontre de championnat face au Jong FC Utrecht (en). Titulaire, il participe à la victoire de son équipe en marquant de la tête (1-4 score final).
Il participe à la montée du club en première division à l'issue de la saison 2020-2021. Le NEC Nimègue affronte le NAC Breda lors d'une finale pour l'accession à l'élite du football néerlandais le 23 mai 2021. Van Rooij est titularisé ce jour-là et son équipe s'impose par deux buts à un,.
Van Rooij joue son premier match d'Eredivisie le 14 août 2021, lors de la première journée de la saison 2021-2022, face à l'Ajax Amsterdam. Il est titularisé et son équipe s'incline lourdement par cinq buts à zéro ce jour-là. Le 29 avril 2022, van Rooij fête son centième match sous les couleurs du NEC Nimègue, lors d'une rencontre de championnat perdue face au FC Utrecht (1-0 score final),.

### En équipe nationale
De 2018 à 2019, Bart van Rooij représente l'équipe des Pays-Bas des moins de 18 ans pour un total de quatre matchs joués.